# Amigos para siempre (película de 2009)
Mullewapp - Das große Kinoabenteuer der Freunde es una película codirigida Tony Loeser y Jesper Møller basado en el libro homónimo de Helme Heine.

## Sinopsis
Johnny Mauser acaba de llegar a la granja Mullewapp, donde la vida transcurré con mucha calma entre animales. Pero éste singular ratoncito viene pisando fuerte y no ceja en contar historias donde él es el único protagonista de increíbles ilusiones, mostrándose como un héroe. Un día, la oveja nube es secuestrada por un lobo y sus compañeros- animales de la hacienda deciden ir a rescatarla, llevándose al valiente Johnny con ellos para que los ayude en esta peligrosa empresa contrarreloj.